# Walter Mahlendorf
Walter Mahlendorf (Sarstedt, 4 gennaio 1935) è un ex velocista tedesco occidentale.

## Biografia
Nel 1958 fu campione europeo della staffetta 4×100 metri, mentre nel 1960, ai Giochi olimpici di Roma, fu medaglia d'oro sempre nella staffetta 4×100 metri, facendo registrare il nuovo record olimpico ed eguagliando il record mondiale, mentre nei 100 metri piani non superò le fasi di qualificazione.

## Palmarès
| Anno                                              | Manifestazione  | Sede      | Evento      | Risultato | Prestazione  | Note |
| ------------------------------------------------- | --------------- | --------- | ----------- | --------- | ------------ | ---- |
| In rappresentanza della Germania Ovest            |                 |           |             |           |              |      |
| 1958                                              | Europei         | Stoccolma | 4×100 m     | Oro       | 40"2         |      |
| In rappresentanza della Squadra Unificata Tedesca |                 |           |             |           |              |      |
| 1960                                              | Giochi olimpici | Roma      | 100 m piani | Batteria  | 10"8 (10"98) |      |
| 1960                                              | Giochi olimpici | Roma      | 4×100 m     | Oro       | 39"5 (39"66) | =    |